# Regiunea Thiès
Regiunea Thiès este o unitate administrativă de gradul I a Senegalului. Reședința sa este orașul Thiès.